# Manuel Calvo Abad
Manuel Calvo Abad (Oviedo, España; 1 de abril de 1934-Madrid, España; 25 de octubre de 2018), conocido también como Manolo Calvo, fue un pintor y escultor español, perteneciente en sus inicios a la abstracción geométrica.

## Biografía

### Infancia y juventud
Su primera inquietud fue la música. A los siete años quería tocar el violín, pero no había dinero para comprar el instrumento. Más tarde su madre, viuda, opinaba que una vez acabado el bachillerato debería estudiar la carrera de veterinaria como su padre y su hermano mayor, o bien la de sacerdote, pues le parecían caminos de un mejor porvenir.
Comenzó el primer curso en la antigua escuela de veterinaria en el barrio de Embajadores de Madrid, pero al asistir a la trepanación de un burro, casi se desmaya. Siempre se había interesado por la pintura y el dibujo. Ante la incapacidad de continuar los estudios de veterinaria su destino se inclina al ejercicio de las artes plásticas. Y a ello se dedica por completo, asistiendo a exposiciones y museos e interesándose en los trabajos más actuales de aquellos momentos.
Llegó a participar en algunas exposiciones colectivas y en 1958, con veinticuatro años, hace su primera exposición individual en la Galería Alfil de Madrid, con obra de una clara tendencia geométrica. Esta línea se mantendrá hasta 1964 y se reanuda durante un periodo en el año 2005.

### Obra
En todo momento su inquietud le lleva por derroteros diferentes. Obras figurativas de marcado sentido social y político (grabados, dibujos y pinturas) y otras de temática erótica (dibujos, pinturas y esculturas). Trabaja con materiales como el barro, cristal, madera y metacrilato. Aparecen las series “la Fertilidad de la Alegoría” con cientos de ejercicios sobre papel y lienzo, se trata de interpretaciones del cuadro de Jacob Jordaes “La Alegoría de la Fertilidad” (“Homenaje a Pomona”) que se encuentra en el Museo de Bellas Artes de Bruselas. Seguirán otras series de acrílicos sobre papel: “pintura mecánica”. Muchos “objetos encontrados” de diferentes materiales.....
Con el grupo de grabadores de “Estampa Popular” colaboró varios años. Vivió cinco años en París, dos en Brasil y dos en Colombia. Y ha viajado por diversos países europeos: Italia, Holanda, Alemania, Bélgica, Dinamarca, Suecia e Inglaterra. Y también ha conocido Perú, Cuba, Ecuador, México y Venezuela.
Hay obra suya en diversos museos. Entre otros, el Centro de Arte Reina Sofía de Madrid, los museos de Arte Contemporáneo de la Universidad de São Paulo, Río de Janeiro y Villafamés, el Museo Municipal de Bellas Artes de Santander, el Museo de Bellas Artes de Asturias, el Museo Jovellanos de Gijón, el Museo de Bellas Artes y loe Museos de la Rinconada de Caracas, el Museo de la Estampa de Ciudad de México, el Museo Patio Herreriano de Valladolid, el Museo Municipal de Arte Contemporáneo de Madrid y la Biblioteca Nacional de Madrid.
En todo momento, especialmente en los años 60 y 70, ha mostrado su interés por el acercamiento, colaboración e incluso integración de las prácticas artísticas: arquitectura, ballet, cine, música, artes escénicas, diseño y maquetación, etc. que tengan relación con el color, el espacio y el movimiento. Es decir, ha mantenido una relación multidisciplinar con lo que se podría llamar quizás quehaceres artísticos, en los que la experimentación e invención son el principio e inquietud más señalables, tanto formalmente como en el intento de remover y preguntarse sobre su aspecto social y político.